# Kill 'Em All
Kill 'Em All é o álbum de estreia da banda de thrash metal Metallica, lançado a 25 de julho de 1983. O nome inicial do álbum seria Metal Up Your Ass, porém a gravadora o achou muito agressivo e o mudou para Kill 'Em All.
O álbum vendeu mais de 3 milhões de cópias nos Estados Unidos e em 2017, foi eleito o 35º melhor álbum de metal de todos os tempos pela revista Rolling Stone.

## História
A formação original do Metallica trazia James Hetfield (guitarra e vocal), Lars Ulrich (bateria), Ron McGovney (baixo) e Dave Mustaine (guitarra solo, backing vocal). Ron McGovney saiu da banda após descobrir que James e Lars planejavam substituí-lo. Furioso, pediu demissão. Cliff Burton entrou em seu lugar.
Mustaine e Hetfield tinham conflitos de personalidade, com Mustaine mais tarde definindo a rivalidade como "havia personalidade em excesso na banda". Tais tensões culminaram numa briga onde Mustaine e Hetfield chegaram às vias de fato, agredindo-se com socos. O motivo da briga teria sido o cachorro de Mustaine, que estava arranhando a pintura do carro de McGovney. Segundo Mustaine, Hetfield, que estava bêbado, proferiu um chute contra seu cachorro. O fato deixou Dave irritado e os dois discutiram.
Apesar das diferenças, as contribuições de Mustaine nos primeiros anos do Metallica não foram totalmente negligenciadas: ele recebeu crédito de co-autoria em quatro das dez músicas do Kill 'Em All.
Uma música, "The Four Horsemen", foi originalmente escrita por Mustaine e nomeada "The Mechanix". Ela foi tocada em muitos shows do Metallica no início. Após a saída de Mustaine, Kirk Hammett adicionou uma passagem melódica à música e Hetfield reescreveu a letra, alegando sentir-se pouco confortável cantando a letra escrita por Mustaine, e a banda a renomeou "The Four Horsemen". Mustaine manteve a versão original rápida da música, renomeando-a simplesmente "Mechanix", e a incluiu no primeiro álbum do Megadeth, Killing Is My Business... And Business Is Good!. Mustaine também afirma que a música "Jump in the Fire" originalmente foi escrita por ele e a letra foi escrita por Hetfield.
Mustaine afirmou que havia dito à banda para não utilizarem as músicas que ele havia escrito, mas Hetfield e Ulrich contestam tal afirmação. Mustaine também reivindica os solos das músicas em que tocava junto à banda. Kirk Hammett nega o fato até hoje.
Mandado embora no começo de 1983, pouco antes da gravação do Kill 'Em All. Hetfield e Ulrich dizem que ele foi mandado embora por causa de seu problema com álcool e drogas: Mustaine teria batido a van da banda, bêbado e dopado, quase destruindo a oportunidade de gravar um álbum na costa leste dos E.U.A. (A banda cruzava o país em uma van alugada). Felizmente ninguém se machucou e a banda seguiu viagem. Inicialmente Mustaine negou, mas no documentário Some Kind of Monster, de 2004, ele diz que desejou que o Metallica o tivesse encaminhado para o AA. Após a partida de Mustaine, o Metallica recrutou Kirk Hammett , guitarrista do Exodus e que havia tido uma aula com Joe Satriani. A banda começou a gravar o Kill 'Em All cerca de 1 mês após Hammett ter se juntado à banda. Após sair do Metallica, Dave Mustaine formou a banda Megadeth.

## Faixas
| Críticas profissionais        | Críticas profissionais |
| Avaliações da crítica         | Avaliações da crítica  |
| Fonte                         | Avaliação              |
| ----------------------------- | ---------------------- |
| Allmusic                      | [ 2 ]                  |
| Billboard                     | 95/100                 |
| Chicago Tribune               | [ 4 ]                  |
| Encyclopedia of Popular Music | [ 5 ]                  |
| Metal Forces                  | 10/10                  |
| Q                             | [ 7 ]                  |
| The Rolling Stone Album Guide | [ 8 ]                  |

| Lista de faixas |                                             |                            |         |  |
| N.º             | Título                                      | Compositor(es)             | Duração |  |
| 1.              | "Hit the Lights"                            | Hetfield, Ulrich           | 4:15    |  |
| 2.              | "The Four Horsemen"                         | Hetfield, Ulrich, Mustaine | 7:12    |  |
| 3.              | "Motorbreath"                               | Hetfield                   | 3:07    |  |
| 4.              | "Jump in the Fire"                          | Hetfield, Ulrich, Mustaine | 4:41    |  |
| 5.              | "(Anesthesia) Pulling Teeth (Instrumental)" | Burton                     | 4:14    |  |
| 6.              | "Whiplash"                                  | Hetfield, Ulrich           | 4:08    |  |
| 7.              | "Phantom Lord"                              | Hetfield, Ulrich, Mustaine | 5:6     |  |
| 8.              | "No Remorse"                                | Hetfield, Ulrich           | 6:26    |  |
| 9.              | "Seek & Destroy"                            | Hetfield, Ulrich           | 6:54    |  |
| 10.             | "Metal Militia"                             | Hetfield, Ulrich, Mustaine | 5:11    |  |
| Duração total:  | Duração total:                              | Duração total:             | 51:18   |  |

| Faixas Bônus (1988 Elektra Reedição) |                                    |                                    |         |  |
| N.º                                  | Título                             | Compositor(es)                     | Duração |  |
| 11.                                  | "Am I Evil?" (Diamond Head, Cover) | Sean Harris, Brian Tatler          | 7:50    |  |
| 12.                                  | "Blitzkrieg" (Blitzkrieg, Cover)   | Ian Jones, Jim Sirotto, Brian Ross | 3:35    |  |

| Faixas Bônus (apenas em Download Digital) |                            |                            |         |  |
| N.º                                       | Título                     | Compositor(es)             | Duração |  |
| 11.                                       | "The Four Horsemen" (Live) | Hetfield, Ulrich, Mustaine | 5:31    |  |
| 12.                                       | "Whiplash" (Live)          | Hetfield, Ulrich           | 4:19    |  |

## Membros
Metallica
- James Hetfield – vocal e guitarra base
- Lars Ulrich – bateria
- Cliff Burton – baixo
- Kirk Hammett - guitarra solo